# Steve Harley and Cockney Rebel
Steve Harley & Cockney Rebel est un groupe de glam rock britannique du début des années 1970 originaire de Londres. Leur musique couvre une gamme de styles allant de la pop music au rock progressif. Au fil des ans, ils ont eu cinq albums dans le UK Albums Chart et douze singles dans le UK Singles Chart.
Cet article a été entièrement traduit du Wikipedia anglophone consacré au groupe Steve Harley & Cockney Rebel. Les références ont été laissées telles que trouvées dans l'article originel.

## Carrière
Steve Harley a grandi dans le quartier de New Cross à Londres et a fréquenté la Haberdashers' Aske's Hatcham Boys' School. Sa carrière musicale a commencé à la fin des années 1960 alors qu'il jouait dans la rue (avec John Crocker alias Jean-Paul Crocker) et interprétait ses propres chansons, dont certaines ont ensuite été enregistrées par lui et le groupe.

## Le Cockney rebelle d'origine
Après un premier passage en tant que journaliste musical, le premier Cockney Rebel a été formé lorsque Harley a rencontré son ancien partenaire de musique folk, Crocker (violon / mandoline / guitare) en 1972. Crocker venait de terminer un court passage avec Trees et ils ont annoncé et auditionné le batteur Stuart Elliott, le bassiste Paul Jeffreys et le guitariste Nick Jones. Ce line-up a joué l'un des premiers concerts du groupe au Roundhouse, Chalk Farm, Londres le 23 juillet 1972, en soutien au Jeff Beck Group. Nick a été rapidement remplacé par le guitariste Pete Newnham mais Steve a estimé que le son Cockney Rebel n'avait pas besoin d'une guitare électrique et ils ont opté pour la combinaison du violon électrique de Crocker et du piano Fender Rhodes du claviériste Milton Reame-James pour partager la tête. ] Le groupe a été signé chez EMI après avoir joué cinq concerts. Leur premier single, Sebastian, a été un succès immédiat en Europe, bien qu'il n'ait pas réussi à marquer dans le UK Singles Chart. Leur premier album, The Human Menagerie, est sorti en 1973. Bien que l'album n'ait pas été un succès commercial, le groupe a attiré un public grandissant à Londres.
Harley lui-même a fait l'objet de beaucoup d'articles dans la presse musicale, et les autres membres ont commencé à se considérer comme des musiciens invités plutôt que comme des membres du groupe, il y avait donc des tensions alors même qu'ils avaient un grand succès avec leur deuxième single, Judy Teen. En mai 1974, le magazine de musique britannique NME a rapporté que Cockney Rebel devait entreprendre sa première tournée britannique, le point culminant de l'itinéraire étant un concert au Victoria Palace Theatre de Londres le 23 juin. Suit alors l'album The Psychomodo. Un album Live at the BBC de 1995 comprenait du matériel enregistré lors d'une émission de 1974 sur BBC Radio 1. Après le single européen Psychomodo, un deuxième single de l'album, Mr. Soft, a également été un succès. Tumbling Down a également été publié en Amérique en tant que single promotionnel. À ce moment-là, les problèmes au sein du groupe avaient déjà atteint leur paroxysme et tous les musiciens, à l'exception d'Elliott, ont démissionné à la fin d'une tournée britannique réussie, laissant le groupe devenir des musiciens de session. Le claviériste original, Milton Reame-James, a rappelé en 2010 que le groupe original "avait dit au revoir sur les marches des studios d'Abbey Road et ne devait plus jamais se revoir". Crocker a continué à écrire des chansons et à se produire, formant un duo avec son frère. Après une brève période avec Be-Bop Deluxe en 1974,Reame-James et Jeffreys ont formé le groupe Chartreuse en 1976.

## Regroupement
La prochaine apparition de Harley sur Top of the Pops de BBC Television a été soutenue par des musiciens de session et Francis Monkman, et BA Robertson. Le single Big Big Deal du groupe est sorti en 1974 et a été presque immédiatement retiré.[6]
Dès lors, le groupe n'était plus un groupe que de nom, étant plus ou moins un projet solo de Harley.[6] En 1974, un autre album, The Best Years of Our Lives est sorti, produit par l'ingénieur du son des Beatles, Alan Parsons. Cela comprenait le morceau Make Me Smile (Come Up and See Me) qui deviendrait un single numéro un au Royaume-Uni en février 1975 et le hit le plus vendu du groupe. Il s'est vendu à plus d'un million d'exemplaires dans le monde.[8] Parmi les choristes du seul n°1 de l'acte se trouvait la future tête de liste, Tina Charles. En changeant le nom du groupe de Cockney Rebel en Steve Harley & Cockney Rebel pour le hit n ° 1, la dégénérescence a été rapide.[11] Dans une interview télévisée enregistrée en 2002, Harley a décrit comment les paroles sont dirigées de manière vindicative contre les anciens membres du groupe qui, selon lui, l'avaient abandonné - un fait qui n'est pas évident dans le refrain apparemment heureux. Bill Nelson, pour le groupe duquel Be-Bop Deluxe Jeffreys et Reame-James étaient partis, confirme cette histoire.[9]
Un autre single de l'album, Mr. Raffles (Man, It Was Mean) a fait le Top 20, et l'album suivant Timeless Flight a été un succès dans le top 20, bien que les deux singles Black or White et White, White Dove n'a pas réussi à tracer.[11] Après 1975, Harley a eu du mal à égaler le succès de Make Me Smile et a disparu de la gloire, et Cockney Rebel s'est finalement dissous. Le groupe a eu un Top 10 surprise à l'été 1976 avec une reprise de Here Comes the Sun.[3] Cela a été suivi par le single Top 50 (I Believe) Love's a Prima Donna et l'album' Love's a Prima Donna. Après la séparation du groupe, Harley a chanté sur la chanson du groupe Alan Parsons Project, The Voice, sur leur album I Robot en 1977.

## Harley en tant qu'artiste solo
Harley a sorti deux albums solo ratés à la fin des années 1970 : Hobo with a Grin en 1978 qui comprenait les deux singles Roll the Dice et Someone's Coming, et The Candidate en 1979. Il a fait un petit retour en tant qu'artiste solo dans le UK Singles Chart avec Freedom's Prisoner de ce dernier album. Après une brève apparition dans les années 1980 avec une chanson de The Phantom of the Opera d'Andrew Lloyd Webber,[5] le single de 1982 I Can't Even Touch You est sorti par Harley sous le nom du groupe, tandis que le single à succès mineur de 1983 Ballerina (Prima Donna) a également été crédité au groupe des deux côtés de la sortie vinyle, mais pas sur la pochette, où Harley était uniquement crédité. En 1986, Harley a sorti deux singles sur RAK : Irresistible et Heartbeat Like Thunder. Harley a recommencé à tourner avec ses vieilles chansons de Cockney Rebel à partir de 1989.
Le bassiste original de Cockney Rebel, Paul Jeffreys, était l'un de ceux qui sont morts dans le bombardement du vol Pan Am 103 en 1988.[6] Il était avec sa fiancée en lune de miel.

## Renaissance du groupe
En avril 1990, après le succès de la tournée Come Back, All Is Forgiven de Harley en 1989, Harley et plusieurs membres de la formation de cette tournée se sont reformés sous le nom de Raffles United et ont joué quatre nuits consécutives dans un pub de Sudbury, à Londres. Ces concerts ont été essentiellement utilisés comme des auditions de style Pop Idol pour les nouveaux membres du groupe, en particulier un nouveau bassiste, guitariste principal, batteur et violoniste. Le frère de Harley, Ian Nice, qui avait joué des claviers en 1989, est resté aux claviers à la fois pour ce spectacle et pour la plupart des tournées du groupe dans les années 1990. Le line-up du groupe qui a été finalisé à partir de ces spectacles a fait ses débuts le 5 juin 1990, au Doncaster Dome, et se composait de Harley, Ian Nice aux claviers, Nick Pynn au violon et à la guitare, Robbie Gladwell à la guitare principale, Paul Francis à la batterie et Billy Dyer à la basse. À partir de 2022, Gladwell continue de jouer ce rôle dans le groupe, tandis que Dyer est revenu sporadiquement lorsque le bassiste habituel du groupe a été malade, notamment en 2014 (depping pour Lincoln Anderson) et 2021 (depping pour Kuma Harada).
Harley a sorti plusieurs albums solo depuis - Yes You Can en 1992 (comprenant les singles Irresistible et Star for a Week (Dino)), Poetic Justice en 1996, et plus récemment The Quality of Mercy en 2005 (qui comprenait les singles A Friend for Life et The Last Goodbye), le premier depuis les années 1970 à sortir sous le nom de Cockney Rebel. Il a surnommé son groupe de tournée actuel « Cockney Rebel Mark III ».

## Tournées et nouveau matériel depuis 2010
En 2010, Steve Harley et Cockney Rebel ont recommencé à tourner en fixant des dates de concert pour l'Angleterre, l'Irlande et l'Irlande du Nord. Cela a été fait après la sortie du nouvel album studio Stranger Comes to Town. En octobre 2012, l'album de compilation d'anthologies remastérisé en coffret de quatre disques Cavaliers : An Anthology 1973–1974 est sorti, relatant la carrière d'enregistrement de la formation originale de Cockney Rebel. Le 24 novembre 2012, le groupe comprenant l'Orchestra of the Swan et une chorale a interprété pour la première fois les deux premiers albums du groupe (The Human Menagerie et The Psychomodo) dans leur intégralité.  
En 2016, le nouveau Chrysalis Records, désormais propriété de Blue Raincoat Music, a annoncé qu'il avait acquis le catalogue Cockney Rebel.[14] Harley était l'un des artistes qui est apparu sur la première sortie du label, un single caritatif de You Can't Always Get What You Want des Rolling Stones crédité aux Amis de Jo Cox en hommage à Jo Cox, un député du parti travailliste qui avait été assassiné plus tôt cette année.[15]
Au lendemain de la pandémie COVID-19 de 2020, les spectacles en direct de Harley reprendront finalement en août 2021. La programmation des spectacles complets du groupe de rock sera composée de Harley, Wickens, Lascelles, Gladwell, Elliott et Harada. Les spectacles de 2021 marquent la première fois que cette formation a tourné ensemble (n'ayant joué que dans des festivals en 2016), ainsi que le retour à plein temps de Gladwell dans le groupe, après avoir remplacé sporadiquement Paul Cuddeford à quelques reprises entre 2017 et 2020. Les set-lists des émissions de 2021 comportaient de nombreuses chansons qui n'avaient pas été jouées en direct depuis de nombreuses années, en particulier de l'album Yes You Can de Harley en 1992. Les fans ont commenté que les set-lists utilisées pour la tournée 2021 sont parmi les meilleures jamais réalisées par Harley, avec celle de novembre-décembre 2004 Anytime! Dans la tournée d'automne, encore une fois remarquable pour présenter une grande quantité de matériel rarement joué.

## Tournées acoustiques
Après le succès des tournées respectives «Stripped To The Bare Bones» et «Stripped Again» de 1998 et 1999, Harley continuerait à tourner dans un format acoustique. D'abord avec Jim Cregan et une sélection d'autres membres de Cockney Rebel, selon la date exacte du concert, en 2002. Ce format a produit en 2003 l'album Acoustic and Pure : Live. À l'exception de la réunion de 2015, qui était dans le format complet du groupe, Cregan rejoindrait ensuite Harley pour 2 spectacles acoustiques en mars 2020, qui autrement présentaient Harley seul. En 2003 et 2004, le line-up acoustique de 5 musiciens qui a joué Anytime! (A Live Set) album a été assemblé, avec Lascelles aux percussions, Gladwell à la guitare solo, Wickens au violon/guitare et Anderson à la contrebasse. En 2005 et 2006, ce format a été utilisé en Hollande et en Belgique lors de la promotion de l'album The Quality Of Mercy de 2005, et ces spectacles se distinguent par des réarrangements significatifs de certaines des chansons de l'album, qui n'ont jamais été jouées lors de concerts en Angleterre. Ces spectacles ont été joués sans Anderson.
Entre 2010 et 2019, ces concerts ont été relancés en tant que line-up à 3, avec Harley aux côtés de Wickens et Lascelles (cette fois aux claviers et percussions, selon son rôle dans les spectacles complets du groupe de rock). Ces spectacles étaient à l'origine commercialisés sous le nom de «spectacle acoustique à 3» avant d'être renommés «Acoustic Trio» en 2016. Les spectacles de 2010 étaient commercialisés sous le nom de «ensemble acoustique», car ils étaient les premiers spectacles acoustiques depuis 2004. Ce format a été progressivement supprimé en 2020 - afin de promouvoir le nouvel album de Harley Uncovered' - au profit d'un line-up relancé à 4, mais avec David Delarre à la guitare principale et Oli Hayhurst à la contrebasse, avec Harley et Wickens reprenant leur les rôles. La pandémie de COVID-19 a retardé la plupart des spectacles de cette tournée - avec seulement les 9 premiers joués comme prévu. Deux spectacles ont cependant été joués fin septembre 2020, tous deux au format trio acoustique, bien que Hayhurst ait accompagné le trio sur le deuxième de ces spectacles. De plus, Harley a organisé une session de questions-réponses en ligne via la visioconférence Zoom à la mi-décembre 2020.

## Rééditions et activités hors groupe
Deux des plus grands succès sont apparus dans des publicités télévisées britanniques dans les années 1990: Make Me Smile pour Carlsberg Lager en 1995, provoquant le retour du morceau dans le Top 40 britannique ; et Mr Soft pour Trebor Softmints entre 1987 et 1994. Make Me Smile a de nouveau été utilisé dans une publicité de 2005 pour Marks & Spencer. Il a également été utilisé sur la bande originale du film de 1997, The Full Monty et du film glam rock de 1998 Velvet Goldmine, dans le cas de ce dernier étant utilisé dans le générique de fin.
De 1999 à 2008, Harley a présenté une émission sur BBC Radio 2 intitulée Sounds of the 70s.
En 2006, EMI a sorti un album de compilation de coffrets CD couvrant Cockney Rebel de Harley et un travail solo, intitulé The Cockney Rebel - A Steve Harley Antholog.
Le 25 juillet 2007, ils se sont produits à Varsovie, en Pologne et le 28 juillet 2007 à Saint-Pétersbourg, en Russie, dans les deux cas en ouverture des concerts des Rolling Stones.
En 2007, la chanson Make Me Smile a été utilisée par la loterie nationale norvégienne Norsk Tipping dans une publicité télévisée populaire en Norvège.
En 2018, Make Me Smile a de nouveau été utilisé dans une publicité pour le Viagra, le premier du genre à être diffusé à la télévision britannique. Harley plaisante souvent lors de ses concerts en direct et dans des interviews que son single de 1974, Mr Soft, aurait peut-être été plus approprié compte tenu de la nature de la publicité. En 2020, cependant, le contrat avec Pfizer a pris fin et est passé à BMW à partir d'avril 2021. Harley a longtemps conduit le modèle de la série 7 du constructeur.
Le 23 octobre 2020, Make Me Smile a été présenté sur la station de radio de Melbourne, Australie "ABC Radio Melbourne's Friday Revue" dans le cadre de "Song Pause Day" - un hommage aux chansons avec une pause.
Le claviériste original, Reame-James, s'est depuis associé à James Staddon, Phil Beer et Robbie Johnson pour créer "Banana Rebel", qui ont sorti un CD Top Banana, disponible sur leur site Web.
En décembre 2023, Harley a annoncé sur son site internet qu'il avait un cancer. Le 17 mars 2024, il décède à l'âge de 73 ans. Sa fille Greta a déclaré qu'il était « décédé paisiblement chez lui » dans le Suffolk.

## Formations diverses
Membres actuels
- Stuart Elliott - batterie, percussion [note 1] (1972-1977, 1989, 2004, 2006-2011, 2015-présent)
- Barry Wickens - violon, guitare, chœurs (1984-1989, 2000-présent) [note 2]
- Robbie Gladwell - guitares, chœurs (1990-1992, 1999-2016, 2019-présent)
- Adam Houghton - batterie (1996–2005, 2011-2014, 2019)
- James Lascelles - clavier, piano, percussions, chœurs (depuis 2000)
- Kuma Harada - guitare basse électrique (2016-présent)
- Paul Cuddeford - guitare, chœurs (2017-2019)
- David Delarre - guitare acoustique, chœurs (2020-présent)
- Oli Hayhurst - contrebasse (émissions intitulées `` Steve Harley Acoustic Band ), guitare basse électrique (certains spectacles de groupes de rock complets) (2020-présent)

Anciens membres
- John Crocker - violon, mandoline, guitare (1972-1974)
- Paul Jeffreys - basse (1972-1974; décédé en 1988)
- Pete Newnham - guitare (1972)
- Milton Reame-James - claviers (1972-1974)
- Jim Cregan - guitare (1974-1976, 2001-2002, 2015)
- George Ford - basse (1974-1977; décédé en 2007)
- Francis Monkman - claviers (1974)
- Duncan Mackay - claviers (1974-1977, 2015)
- Lindsey Elliott – percussions (1975-1976)
- Ian Nice (frère cadet de Steve Harley) - Claviers (1983-1997) [note 3]
- Bill Dyer - Basse (1992-1996, 2014, 2021)
- Nick Pynn - violon, mando-violoncelle, mandoline, dulcimer, percussions, guitare acoustique 6 cordes et 12 cordes (1990–1999)
- Lincoln Anderson - basse (2001-2014; décédé en 2014)
- Marty Prior - basse électrique et contrebasse, chœurs (2014-2016)
- Steve Harley - chant, guitares (1972-2024; décédé en 2024)

## Discographie
Cockney rebelle
- The Human Menagerie (1973)
- The Psychomodo (1974)

Discographie du studio Steve Harley & Cockney Rebel
- The Best Years of Our Lives (1975)
- Timeless Flight (1976)
- Love's a Prima Donna (1976)
- The Quality of Mercy (2005)